# Ixtiyor Navroʻzov
Ixtiyor Navroʻzov z cyrilice Ichtijor Navruzov (* 5. července 1989 Buchara) je uzbecký zápasník-volnostylař, bronzový olympijský medailista z roku 2016.

## Sportovní kariéra
Zápasení se věnoval od svých 12 let v rodné Buchaře. Připravuje se pod vedením Latifa Halimova a Aleksandra Nedorezova v policejním sportovním středisku Dinamo v Taškentu. V uzbecké volnostylařské reprezentaci se poprvé objevil v 18 letech, když ve váze do 60 kg nahrazoval na mistrovství světa v Baku zraněného Damira Zaxariddinova. Výrazně na sebe však upozornil od roku 2010 ve váze do 66 kg. V roce 2012 se prvním místem na asijské olympijské kvalifikaci v Astaně kvalifikoval na olympijské hry v Londýně v roce 2012. V Londýně prohrál ve čtvrtfinále s Indem Sušílem Kumárem těsně 1:2 na sety.
V roce 2015 se druhým místem na mistrovství světa v Las Vegas kvalifikoval na olympijské hry v Riu v roce 2016. Před olympijskými hrami musel do 66 kg shazovat 10 kg. V Riu se od prvního kole prezentoval útočným divácky atraktivním stylem. Úvodní kolo vyhrál nad reprezentantem Bahrajnu Adamem Batyrovem na dodatečná kritéria 7:7 na technické body. Ve čtvrtfinále ještě půl minuty před koncem prohrával s americkým Portoričanem Franklinem Gómezem. Soupeř se však v závěru unáhlil do chvatu, který pohotovým kontrem přeměnil ve vítězství 7:5, po neuznaném protestu Portoričanů oficiálně 8:5 na technické body. V semifinále proti ruskému reprezentantu Soslanu Ramonovi se hned v úvodu ujal krásnou záručí vedení 4:0 na technické body. Nasazené tempo však nevydržel, koncem druhé minuty prvního poločasu mu za stavu 6:6 došly síly a první poločas prohrál bláznivým výsledkem 7:16 na technické body. Ve druhém poločase vydržel na žíněnce třicet vteřin, když soupeř zápas ukončil na technickou převahu. V souboji o třetí místo nastoupil proti Mongolu Mandachnaranovi. V mediálně celosvětově nejznámějším zápasnickém souboji olympijského turnaje v Riu vyhrál úvodní poločas 4:2 na technické body. Minutu před koncem svého soupeře podběhl a ujal se vedení 6:4 na technické body. Dvacet sekund před koncem však neodolal soupeřovu tlaku a po boji v parteru pustil soupeře do vedení na pomocná kritéria 6:6. Následný protest (challenage) Uzbeků jury neuznala a připsala Mandachnaranovi další bod za vyhranou challenge. Za stavu 6:7 se v závěrečných sekundách snažil vyrovnat. Soupeř však před ním utíkal a ještě v průběhu hrací doby mu dával gestikulacemi najevo, že je vítěz. Rozhodčí mu za nesportovní chování soupeře po uplynutí hrací doby připsali bod a tím se stal za stavu 7:7 vítězem na pomocná kritéria. Získal bronzovou olympijskou medaili.
Od roku 2017 startuje v neolympijské váze do 70 kg.

## Výsledky
| Olympijské hry    |     | —  |     |     |     | úč. |   |     |    | 3. |     |    |     |  |  |  |  |  |  |  |  |  |  |
| Mistrovství světa | úč. |    | —   | úč. | úč. |     | — | úč. | 2. |    | úč. | 7. | 8.  |  |  |  |  |  |  |  |  |  |  |
| Asijské hry       |     |    |     | 5.  |     |     |   | 3.  |    |    |     | —  |     |  |  |  |  |  |  |  |  |  |  |
| Mistrovství Asie  | —   | —  | —   | 3.  | 2.  | —   | — | —   | —  | —  | 2.  | 1. | úč. |  |  |  |  |  |  |  |  |  |  |
| MS juniorů        | —   | 3. | úč. |     |     |     |   |     |    |    |     |    |     |  |  |  |  |  |  |  |  |  |  |